# Jiang Tingxi

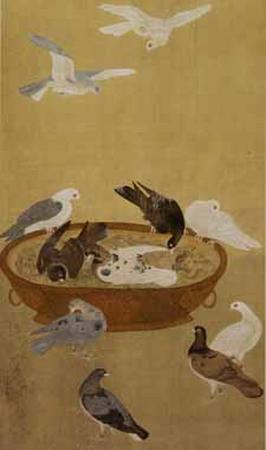
"Elf Tauben" Gemälde von Jiang Tingxi

Jiang Tingxi (chinesisch 蔣廷錫 / 蒋廷锡, Pinyin Jiǎng Tíngxí) (* 1669 in Changshu, Provinz Jiangsu, China; † 1732) war ein chinesischer Maler und ein Editor der Enzyklopädie Gujin tushu jicheng (Komplette Sammlung von antiken und modernen Schriftstücken und Karten).
Jiang Tingxi war auch unter den Namen Nansha, Qingtong Jushi, Qiujun, XiGu, Yangsun und Youjun bekannt.
Die 5020 Bände umfassende Enzyklopädie Gujin tushu jicheng wurde 1726 herausgegeben und wurde von Chen Menglei und Jiang Tingxi während der Regierungszeit der Kaiser Kangxi und Yongzheng aus der Qing-Dynastie zusammengestellt.
Als Hofmaler und Großsekretär des Kaiserlichen Hofs in Kyōto benutzte Jiang eine reiche Bandbreite an künstlerischen Stilen und konzentrierte sich besonders auf Malereien von Vögeln und Blumen. Jiang Tingxi war auch in der Kalligrafie bewandert.
| Personendaten    | Personendaten                                                          |
| ---------------- | ---------------------------------------------------------------------- |
| NAME             | Jiang Tingxi                                                           |
| ALTERNATIVNAMEN  | 蔣廷錫; Nansha; Qingtong Jushi; Qiujun; XiGu; Yangsun; Youjun          |
| KURZBESCHREIBUNG | chinesischer Maler und ein Editor der Enzyklopädie Gujin tushu jicheng |
| GEBURTSDATUM     | 1669                                                                   |
| GEBURTSORT       | Changshu, Provinz Jiangsu, China                                       |
| STERBEDATUM      | 1732                                                                   |